# PLANET OF THE APES/猿の惑星
『PLANET OF THE APES/猿の惑星』（プラネット・オブ・ジ・エイプス さるのわくせい、原題：Planet of the Apes）は、2001年のアメリカ映画であり『猿の惑星』のリ・イマジネーション作品である。ティム・バートン監督、マーク・ウォールバーグ主演作品。

## 概要
本作は、1968年の映画『猿の惑星』を「リ・イマジネーション」（再創造）して蘇らせた作品である。一般的にはリメイクと言われることも多いがこれは誤りとされ、監督はリメイクではなくリ・イマジネーションとしており、猿が人間を支配しているという基本設定以外は、まったく異なるストーリーになっている。
第22回ゴールデンラズベリー賞において、最低リメイク賞・最低助演男優賞（チャールトン・ヘストン）・最低助演女優賞（エステラ・ウォーレン）を受賞した。
カズ・ヒロ（辻 一弘）も本作に参加している。

## あらすじ
西暦2029年の近未来。深宇宙と呼ばれる、土星近傍の宇宙空間に展開し探査活動中であった、米空軍宇宙探索基地USSオベロン号には人間の乗組員のほか、最先端の遺伝子操作により高度な知能を得た類人猿が実験動物として乗艦していた。
まもなく、付近の宇宙空間で奇妙な磁気嵐が発見され、チンパンジーのペリクリーズによる操縦で探査ポッドが調査に向かうが、ポッドはたちまち磁気嵐に飲み込まれ、やがて交信も途絶してしまう。
行方不明のペリクリースを救助すべく、彼のトレーナーであるパイロットのレオ・デイヴッドソン大尉も、上官の制止を強引に振り切り、ポッドで母艦を飛び出して後を追うが、やはり磁気嵐に吸い込まれ、「とある未知の惑星」に不時着する。そこは逃げ惑う原始的な人間たちが、高い知能を持つ猿に支配される世界であった。
その後、猿の軍隊に捕らえられたレオは、猿のセード将軍に危険人物として睨まれるが、人間に好意的なボノボ・アリの助けを得て、数人の仲間と共に街から逃走する。そして、沼地に水没していたポッドから回収した通信機器を利用して、すでにオベロン号もこの惑星に到着済みであることを知る。
レオは地球帰還のために、危険を冒してついに「禁断の聖域」へと足を踏み入れるが、そこにあったのは約数千年前に墜落して遺跡と化したオベロン号の残骸であった。オベロン号に残されていた航海日誌からすべてを知ったレオは、深く絶望する。
その一方で、これまで猿に抵抗する術をまったく持たなかった人間たちが、レオの噂を聞きつけて次々と集まってくる。そして、人間の抹殺を目論むセード率いる猿の大軍も、すぐ間近に迫っていた。

## 登場人物
レオ・デイヴィッドソン大尉
演 - マーク・ウォールバーグ
オベロン号乗組員である米空軍パイロット。勇敢でリーダーシップがあり、仲間思いの温厚な性格。
セード将軍
演 - ティム・ロス
猿の軍隊の指揮官を務めるチンパンジー。人種差別主義者で獰猛かつ冷酷非情な性格。
アリ
演 - ヘレナ・ボナム＝カーター
サンダー議員の娘であるメスのボノボ。人間に同情的で心優しいリベラル思想の持主。
アター隊長
演 - マイケル・クラーク・ダンカン
セード将軍の副官を務める高潔な性格のゴリラ。かつてはクラルの部下だった。
リンボー
演 - ポール・ジアマッティ
奴隷商人のオランウータン。その生業とは裏腹にどこか憎めない性格。
デイナ
演 - エステラ・ウォーレン
人間の女性。リンボーから奴隷として売られそうになるがアリに助けられる。
サンダー議員
演 - デビッド・ワーナー
元老院議員。アリの父。裕福で厳格。
カルービ
演 - クリス・クリストファーソン
デイナの父で、森の人間の部族の族長。

## キャスト
| 役名                           | 俳優                               | 日本語吹替 | 日本語吹替   | 日本語吹替 |
| 役名                           | 俳優                               | ソフト版   | 日本テレビ版 | 機内上映版 |
| ------------------------------ | ---------------------------------- | ---------- | ------------ | ---------- |
| レオ・デイヴィッドソン大尉     | マーク・ウォールバーグ             | 横堀悦夫   | 森川智之     | 平田広明   |
| セード将軍                     | ティム・ロス                       | 山路和弘   | 小山力也     | 江原正士   |
| アリ                           | ヘレナ・ボナム＝カーター           | 唐沢潤     | 田中敦子     | 日野由利加 |
| アター隊長                     | マイケル・クラーク・ダンカン       | 青森伸     | 菅生隆之     | 郷里大輔   |
| カルービ                       | クリス・クリストファーソン         | 小山武宏   | 糸博         | 長克巳     |
| デイナ                         | エステラ・ウォーレン               | 岡寛恵     | 甲斐田裕子   |            |
| リンボー                       | ポール・ジアマッティ               | 岩崎ひろし | 斎藤志郎     | 宝亀克寿   |
| クラル                         | ケイリー＝ヒロユキ・タガワ         | 楠見尚己   | 池田勝       | 麦人       |
| サンダー元老院議員             | デビッド・ワーナー                 | 石森達幸   | 大木民夫     | 塚田正昭   |
| ティバル                       | エリック・アヴァリ                 | 沢木郁也   | 仲野裕       |            |
| バーン                         | ルーク・エバール                   | 矢薙直樹   | 岸尾大輔     |            |
| ノヴァ                         | リサ・マリー                       | 土井美加   | 山像かおり   |            |
| グレース・アレクサンダー中佐   | アン・ラムジー                     | 土井美加   | 八十川真由野 | 高森奈緒   |
| フランク・サントス少佐         | マイケル・ジェース                 | 長克巳     | 中田和宏     |            |
| マリア・クーパー少佐           | アンドレア・グラーノ               | 滝沢久美子 | 山像かおり   |            |
| 専門家・ハンセン               | マイケル・ワイズマン               | 関俊彦     | 土田大       |            |
| カール・ヴァセッチ中将         | クリス・エリス                     | 佐々木敏   | 長克巳       |            |
| ガナー                         | エヴァン・デクスター・パーク       | 関俊彦     | 中村秀利     |            |
| ボン                           | フリーダ・フォー・シェン           | 村竹あおい | 八十川真由野 |            |
| セードの姪                     | ディープ・ロイ                     | 杉本ゆう   | 七緒はるひ   |            |
| リータ                         | アイリーン・ワイジンガー           | 滝沢久美子 |              |            |
| ネード元老院議員               | グレン・シャディックス             | 滝口順平   | 加藤精三     | 島香裕     |
| ゼイウス（セードの父）         | チャールトン・ヘストン             | 佐々木敏   | 岡部政明     | 藤本譲     |
| レオのパーティーに集まった友人 | マーク・クリストファー・ローレンス | 花田光     | 天田益男     |            |
| 女の子                         | キャリー・クローウェル             | 中村千絵   |              |            |
| 人間の女性                     | リンダ・ハリソン                   |            |              |            |

- ソフト版：VHS・DVD・BD収録。

その他：小林正寛、古田信幸、今井朋彦、西前忠久、佐々木健、斉藤瑞樹
- 日本テレビ版：初回放送2005年1月28日『金曜ロードショー』。

その他：中澤やよい、根本圭子、比嘉久美子、宝亀克寿、廣田行生、北川勝博、手塚秀彰
- 機内上映版：製作年不明。一時期オンデマンド配信されていたが、現在はソフト版が配信されている。

## スタッフ
- 監督：ティム・バートン
- 脚本：ウィリアム・ブロイルス・ジュニア、ローレンス・コナー、マーク・ローゼンタール
- 原作：ピエール・ブール
- 製作：リチャード・D・ザナック
- 製作総指揮：ラルフ・ウィンター
- 撮影監督：フィリップ・ルースロ
- 美術：リック・ヘインリックス
- 編集：クリス・レベンゾン
- 衣装：コリーン・アトウッド
- 音楽：ダニー・エルフマン
- 視覚効果スーパーバイザー：ビル・ジョージ
- 特殊メイクアップ効果：リック・ベイカー
- キャスティング：デニス・チェイミアン

## 製作

### アダム・リフキンの企画
1988年、『猿の惑星』のファンとして知られるアダム・リフキンは20世紀フォックスに続編の企画を持ち込み、20世紀フォックスは「『最後の猿の惑星』の続編ではなく、第1作の続編とすること」を条件にリフキンの企画を受け入れた。後年、リフキンは「猿の国はローマ帝国をイメージしている。だから、『スパルタカス』のイメージを取り入れ、主人公としてチャールトン・ヘストンが演じたテイラーの子孫「デューク」を設定し、人類を率いて猿に反乱を起こす脚本を執筆した。『グラディエーター』は猿のマスクを被らないで同じ内容を描いた映画だ」と述べている。タイトルは『Return to the Planet of the Apes』に決まり、プリプロダクションに入った。特殊メイク担当にはリック・ベイカーが起用され、音楽にはダニー・エルフマンが起用された。
しかし、プリプロダクションに入る直前に20世紀フォックスから脚本を書き換えるように求められ、ピーター・ジャクソンとフラン・ウォルシュが脚本に加わり、時代背景がルネサンス期に変更された。ストーリーも、「猿の指導部が人類を保護するリベラルな猿類と彼らが創造する芸術を弾圧する」という内容に変更された。製作側はロディ・マクドウォールを起用するためにレオナルド・ダ・ヴィンチをイメージしたキャラクターを設定し、マクドウォールは出演を快諾した。しかし、ジャクソンからマクドウォール起用を聞いた20世紀フォックス幹部は猿の惑星シリーズのファンではなかったため、マクドウォール起用に乗り気ではなかった。

### オリバー・ストーンの企画
1993年、20世紀フォックスはドン・マーフィーとジェーン・ハムシャーをプロデューサーに起用した。また、サム・ライミとオリバー・ストーンをディレクターとして起用することも検討していた。その後、ストーンはエグゼクティブ・プロデューサーと共同脚本として参加することになった。ストーンは1993年12月にストーリーについて、「文明の崩壊を予言した聖書と、秘密のコードを持つ冷凍保全された猿が登場する。これは未来に対する過去の物語であり、私のコンセプトには、歴史的事象を予測する聖書がある。初めに猿がいて、全てを生み出した」と述べている。ストーンは脚本家にテリー・ヘイズを起用した。
当初のヘイズの脚本では次のようなストーリーとなっていた。「近未来の人類社会では、人類はペストによって絶滅寸前にあった。遺伝学者ウィル・ロビンソンは、ペストは旧石器時代に遺伝的に組み込まれたものだと論じ、妊娠中だった同僚ビリー・レイ・ダイヤモンドと共に石器時代にタイムスリップして原因を探ろうとした。そこで二人は、人類がドレイク将軍の率いる進化した猿類と生存戦争を繰り広げている事実を知り、その中で二人はアヴィという次の進化の段階を経た人類の少女を発見する。戦場の中で、二人は猿類が人類を死滅させるウイルスを開発したことを知り、二人は協力してウイルスからアヴィを守り、未来の人類の生存を確保する。人類を守った後、ビリー・レイは男児を出産し、アダムと名付けた」。
脚本を読んだピーター・チャーニンは、「私が読んだ脚本の中で最良のものだ」と絶賛した。チャーニンは『Return to the Planet of the Apes』の続編やスピンオフのテレビドラマの製作に期待していた。1994年3月にはアーノルド・シュワルツェネッガーのロビンソン役での起用が決まった。また、特殊メイクにはベイカーの代わりにスタン・ウィンストンを起用し、監督にはフィリップ・ノイスが起用された。しかし、20世紀フォックスはヘイズの脚本に対するストーンの解釈に不満を抱いた。マーフィーは「テリーは『ターミネーター』を書き、フォックスは『原始家族フリントストーン』を望んでいた」と述べた。20世紀フォックスはコメディ要素を盛り込むように求めたが、ヘイズはこれを拒否したため解雇され、ノイスも『セイント』製作のため1995年12月に監督を離れた。

### クリス・コロンバスの企画
その後、ストーンも他の映画の製作に専念するため降板し、チャーニンはトーマス・ロスマンを監督に起用した。その後、ロスマンに代わりクリス・コロンバスが監督に起用され、コロンバスは猿がスキーをするシーンのテスト撮影を行ったが、マーフィーは「全く意味のないテストだった」と述べている。コロンバスはさらにサム・ハムを共同脚本に起用した。ハムは「我々は『最後の猿の惑星』のオマージュ要素を脚本に盛り込む。また、ピエール・ブールの原作小説の要素も多く盛り込むつもりだ」と述べた。
ハムの脚本では次のような物語となっていた。「ニューヨーク港に猿の宇宙飛行士が操縦する宇宙船が不時着し、未知のウイルスが蔓延し人類が絶滅寸前となる。アメリカ疾病予防管理センターの職員スーザン・ランディス博士とエリア51の科学者アレクサンドル・トロイ博士は、解毒剤を見付けるため猿の宇宙船に乗り込み未知の惑星に向かうが、その惑星ではザイアス卿の率いる猿類が文明の支配者として人間狩りを行っていた。ランディスとトロイは解毒剤を見付け地球に帰還するが、二人が帰還した地球では74年間が経過して猿の文明が成立しており、自由の女神像は猿の顔に彫り直されていた」。
主演は引き続きシュワルツェネッガーの予定となっていたが、1995年後半にコロンバスは『ジングル・オール・ザ・ウェイ』製作のため降板し、20世紀フォックスは1996年1月にローランド・エメリッヒに監督就任を打診した。同時に『タイタニック』製作中のジェームズ・キャメロンにも監督就任を打診したが、彼は『タイタニック』の興行的成功後に打診を断った。また、シュワルツェネッガーも『イレイザー』に出演するため降板し、マイケル・ベイからも監督を断られた。チャーニンとロスマンは再びジャクソンを脚本に起用するため交渉するが、1998年にマクドウォールが死去したことを理由に断られてしまう。

### ティム・バートンの企画
1999年にウィリアム・ブロイルス・ジュニアが新しい脚本家として製作に参加した。20世紀フォックスは2001年7月の公開を決定し、2000年2月にティム・バートンが監督に起用された。バートンは「私はリメイクや続編を作ることに興味はありません。しかし、私は多くの人と同様に『猿の惑星』に影響を受けました。私はリ・イマジネーションすることに興味を抱きました」と述べた。翌3月にはリチャード・D・ザナックが製作に加わった。バートンはブロイルス・ジュニアに新しい脚本を書くように指示し、製作費は200万ドルを想定したが、20世紀フォックスは100万ドルを提示した。2000年8月にはローレンス・コナーとマーク・ローゼンタールが脚本に加わった。ブロイルス・ジュニアはコナー、ローゼンタールと共に脚本の練り直しを行った。元々の脚本では、ヘレナ・ボナム＝カーターの演じるアリは王女だったが、元老院議員の娘に変更された。
撮影は2000年10月に開始する予定だったが、予定が遅れて11月16日から開始され、2001年4月に終了した。撮影場所には第1作の撮影が行われたパウエル湖でも行われた他、リッジクレスト、ハワイ、カルバーシティのスタジオで撮影された。台本には秘密保持のため、結末が書かれていなかった。20世紀フォックスは猿の顔をCG合成することを提案したが、バートンはベイカーの特殊メイクを使用することを主張した。また、第1作に出演したヘストンとリンダ・ハリソンがカメオ出演している。

## 地上波放送履歴
| 回数  | テレビ局   | 番組名             | 放送日         | 放送時間      | 吹替版       |
| ----- | ---------- | ------------------ | -------------- | ------------- | ------------ |
| 初回  | 日本テレビ | 金曜ロードショー   | 2005年1月28日  | 21:03 - 23:19 | 日本テレビ版 |
| 2回目 | テレビ朝日 | 日曜洋画劇場       | 2007年6月17日  | 21:00 - 22:54 | 日本テレビ版 |
| 3回目 | テレビ東京 | 木曜洋画劇場       | 2008年10月9日  | 21:00 - 22:54 | 日本テレビ版 |
| 4回目 | テレビ朝日 | 日曜洋画劇場       | 2011年11月13日 | 21:00 - 23:10 | 日本テレビ版 |
| 5回目 | テレビ東京 | 午後のロードショー | 2014年3月25日  | 13:25 - 15:25 | 日本テレビ版 |
| 6回目 | テレビ東京 | 午後のロードショー | 2017年10月13日 | 13:35 - 15:40 | 日本テレビ版 |
| 7回目 | テレビ東京 | 午後のロードショー | 2023年4月20日  | 13:40 - 15:40 | 日本テレビ版 |